# بخش بیگ وودز، شهرستان مارشال، مینه سوتا
بخش بیگ وودز (به انگلیسی: Big Woods Township) یک منطقهٔ مسکونی در ایالات متحده آمریکا است که در شهرستان مارشال، مینه‌سوتا واقع شده‌است.
 بخش بیگ وودز ۸۰٫۲ کیلومتر مربع مساحت و ۷۹ نفر جمعیت دارد و ۲۴۴ متر بالاتر از سطح دریا واقع شده‌است.